# Carlinhos de Pilares
Carlos Miguel Marques, mais conhecido como Carlinhos de Pilares,  (Rio de Janeiro, 21 de junho de 1942 - Rio de Janeiro, 07 de Julho de 2005) foi um intérprete de sambas-de-enredo brasileiro, que ficou conhecido por cantar os sambas da escola de samba Caprichosos de Pilares nos anos 70 e 80.

## Trajetória
Foi autor do samba enredo "Moça Bonita não Paga" que levou a Caprichosos de Pilares em 1982 ao Grupo Especial do Carnaval carioca.
O samba de 1985 "E Por Falar em Saudade..." de sua autoria ao lado de Almir Araújo, Marquinhos Lessa e Hércules Corrêa é considerado uma obra prima da gênero. Com esta parceria, venceu ainda os sambas de 1984 e 1986 na azul e branco de Pilares, onde cantou de 1975 até 1988.
Sua primeira experiência no carnaval paulista é na X-9 Pioneira em 1986 no qual foi junto com Almir Araújo compositor do samba-enredo além de ser o intérprete da escola. No ano de 1988 foi intérprete da Flor da Vila Dalila. Regressaria à folia paulista novamente em Santos pela União Imperial, em 2000, e Tom Maior, em 2001.
Após desentendimentos com a diretoria da escola, foi contratado pela Unidos do Jacarezinho, que regressava ao Grupo Especial em 1989. No carnaval seguinte, foi para a Santa Cruz, onde regressaria em 1998.
Volta à Caprichosos para o carnaval 1992 e ruma a Manaus, em 1993, para cantar no Reino Unido da Liberdade. Em 1994, desfila como intérprete da Unidos da Tijuca e na Portela, como intérprete de apoio de Rixxa, em 1995.
Em 1996, sua derradeira passagem pela Caprichosos, canta em dupla com Luizito, seu antigo companheiro de carro de som na azul e branco, desde os anos 80. Também compunham a equipe de intérpretes Zé Paulo Sierra e Jackson Martins. No mesmo ano, interpreta o samba da Praiana, em Porto Alegre.
Entre 1997 e 2000, canta na recém-promovida Dendê e na Santa Cruz. Passou ainda pela Lins Imperial, em 2002 e na Acadêmicos da Rocinha, nos dois anos seguintes.

## Morte
O intérprete morreu em 07 de julho de 2005, vítima de câncer.

## Títulos e estatísticas
|                  | Campeão | Vice           | Terceiro |
| ---------------- | ------- | -------------- | -------- |
| Primeira Divisão | —       | 1986 1993 1995 | —        |
| Segunda Divisão  | 1982    | —              | —        |
| Terceira Divisão | —       | 1979           | 1977     |

## Prêmios
- Estandarte de Ouro: Melhor intérprete: 1988[5][6]

- S@mba-Net: Melhor intéprete: 2002 (Grupo B - Lins Imperial)[7]